# Scholengemeenschap Augustinianum
Het Augustinianum is een school voor havo, atheneum en gymnasium die werd opgericht in 1898.

## Geschiedenis

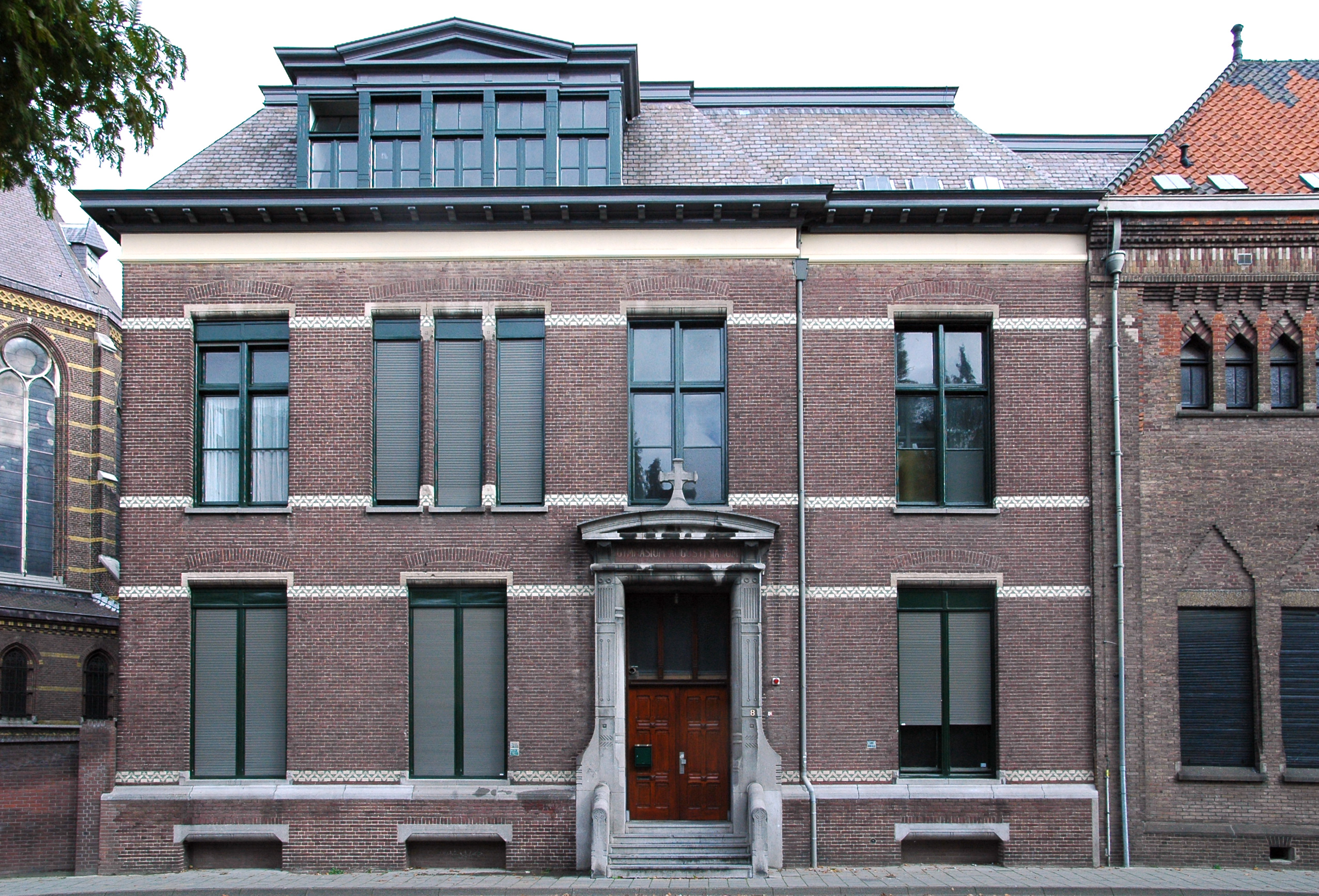
Het internaat uit 1913 op Kanaalstraat 8 met boven de deur nog steeds de tekst "Gymnasium Augustinianum"; links de Paterskerk.

### Beginjaren, klooster Mariënhage
Nadat de bouw van de Paterskerk in 1898 voltooid werd, richtten de paters Augustijnen van klooster Mariënhage de aanliggende noodkerk aan de Kanaalstraat in als gymnasium voor jongens.
Doel was het opleiden van jongens die later toe zouden treden tot de augustijnen en het voorbereiden op hogere studies.
De school werd gevestigd in gebouwen op het kloosterterrein (geografische ligging: 51° 26′ 17″ NB, 5° 29′ 6″ OL).
De naam was toen Gymnasium Augustinianum.
Deze naam is nog steeds te vinden boven de deur van het pand Kanaalstraat 8, waar zich het in 1913 in gebruik genomen internaat bevond.
Op 3 oktober 1898 opende de school.
Er waren 10 leerlingen, allemaal in de eerste klas.
In het derde schooljaar waren er 14 leerlingen, waarvan er zes priester zijn geworden.
Er werd een woonhuis aan de Willemstraat ingericht als internaat, maar vanaf 1906 betrokken de internen weer kosthuizen.
De lessen werden gegeven door paters, waarbij door gebrek aan leerkrachten de vakkundigheid soms te wensen overliet. Dit werd aangepakt door toekomstige leraren universitair te scholen; in 1914 rondden meerdere leraren hun studie af.
In 1912 werd begonnen met de bouw van een nieuw internaat aan de Kanaalstraat. Dit werd in 1913 in gebruik genomen door 15 internen.
In de Eerste Wereldoorlog steeg het leerlingenaantal tot 80, o.a. door toestroom van kinderen van vluchtelingen uit België.
De oude lokalen in de noodkerk werden afgebroken en een nieuw gebouw van vier verdiepingen werd gebouwd.
De eerste lekenleraar werd aangenomen in 1914, in 1918 waren het er ca. 6.
In 1917 werd een Koninklijk Besluit genomen dat de school gelijkstelde met openbare gymnasia, onder de naam "R.K. Gymnasium te Eindhoven".
De school had toen 75 leerlingen.

### Uitbouw

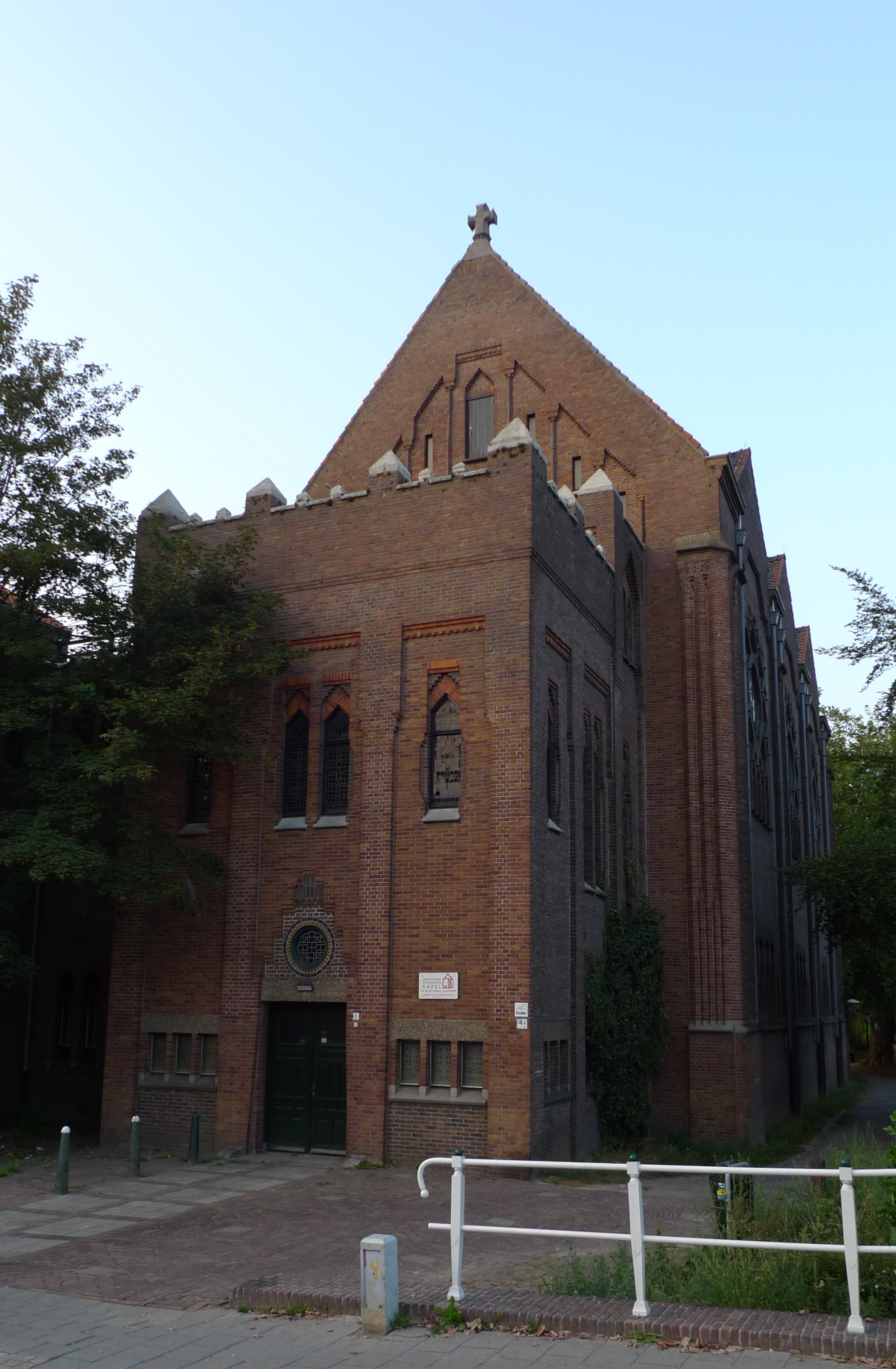
Kapel Augustinianum

In 1923 had de school al 143 leerlingen. Ze werd daarom in 1924 uitgebreid met een nieuwe vleugel, naast het internaat, naar ontwerp van monnik/architect Dom Paul Bellot en in 1925 kwam er een recreatiezaal met een kapel erboven, eveneens ontworpen door Bellot, die hiervoor samenwerkte met Pierre Cuypers jr.. De Verrijzeniskapel bevond zich op op adres Kanaalstraat 6, aan de oostzijde van het gebouw. Het is gedurende een halve eeuw, tot de verkoop van het complex aan Dela, gebruikt door de Eindhovense Studentenkerk (ESK).
In 1928 werd de school verheven tot een nieuw convent, het Klooster van O.L.V. van Troost. Daarmee werd de band met klooster Mariënhage verbroken.
In 1933 kwam de toenmalige minister van Oorlog Deckers op bezoek bij de school. In die tijd stond de school goed bekend en was er lof voor het werk van de Augustijnen. De keerzijde van het hoge niveau was een vrij hoog aantal afvallers, gemiddeld 20 per jaar.
Ook met culturele activiteiten werd publiciteit behaald. Zo was er een jaarlijkse toneeluitvoering die goede kritieken kreeg, een debatingclub, een fanfare en een verkennersvereniging.
In 1934 vormden de internen voor het eerst een minderheid der leerlingen. Het schoolblad "Primula" verscheen voor het eerst in 1935. Hierin werden twee eerdere schoolbladen samengevoegd. Geleidelijk nam het aantal leerlingen toe, het bedroeg 240 in 1937.

### Oorlogsjaren
Tijdens de Tweede Wereldoorlog werden in 1942 het klooster en de school door de Duitsers gevorderd.
De lessen werden toen elders gegeven, en ook de internen moesten ergens anders heen, eerst in Eindhoven, maar ten slotte werd in Deurne lesgegeven.
Na de bevrijding werd de school als militair hospitaal gebruikt, en daarna als tijdelijk onderdak voor uit Duitsland teruggekeerde arbeiders. Ondanks de gedeeltelijke benutting door de Repatriëringsdienst kreeg de school weer een deel van het gebouw terug en op 2 oktober 1946 kwamen de schoolgebouwen weer helemaal ter beschikking van de school.

### Naoorlogse tijd
De school kwam in opspraak toen in 1947 een Tweede Kamerlid van de CHU een beschuldiging van fraude bij de eindexamens uitsprak. Deze affaire liep met een sisser af.
De school had in dat jaar 258 leerlingen, en dit groeide door tot 370 in 1957.

### Verhuizing 1959 en daarna
De gestage groei van het aantal leerlingen leidde tot uitbreidingsplannen op de toenmalige locatie. In 1953 werden die doorkruist door plannen van de gemeente, die verdere uitbreiding onmogelijk maakten.
Een en ander leidde tot plannen voor verhuizing naar de Geldropseweg. De gemeenteraad keurde deze plannen goed in 1953 en stelde in 1957 extra geld ter beschikking.

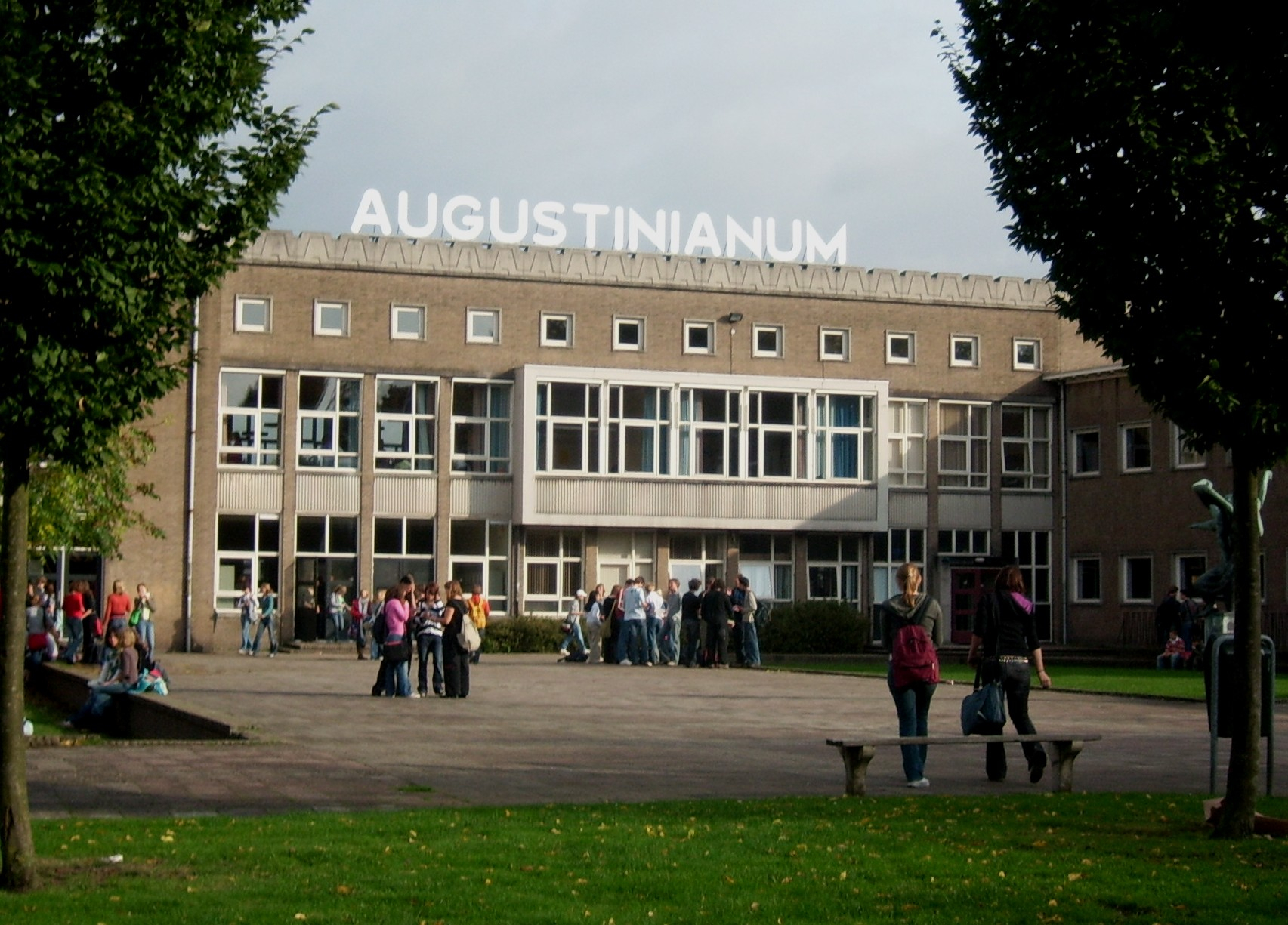
De school bij de Geldropseweg

De nieuwe school met kapel, internaat en klooster werd ontworpen door de Utrechtste architect Nico de Jong. De bouw begon op 1 april 1958. De hoeksteen werd gelegd op 13 november 1958 en de verhuizing vond plaats op 15 t/m 26 augustus 1959.
Voor de school werd een bronzen beeld van twee meter hoog geplaatst naar ontwerp van Marius van Beek: een oprijzende jongen met een adelaar op de schouders (geïnspireerd door Vers 3 van Psalm 103).
Ook de reliëfs naast het toneel in de aula zijn van Van Beek.
In het begin van de 20e eeuw waren de meeste leerlingen afkomstig uit de rijkere milieus, vooral bij de internen; later werd dat minder het geval. De eerste keer dat een vader als beroep "arbeider" opgaf, was in 1958.
In 1960 daalde het aantal internen tot beneden de 100. De school had toen 450 leerlingen. Reeds kort na de verhuizing werden noodlokalen geplaatst.
In 1966 werden voor het eerst meisjes toegelaten. De school groeide in deze periode naar 1200 leerlingen.
Naast gymnasium kwam er in 1966 een HBS, en bij de inwerkingtreding van de Mammoetwet werd de school een lyceum met gymnasium en atheneum.
In de jaren 60 en 70 van de 20e eeuw kwamen er weer zes noodlokalen bij op de plaats waar later het Atrium verrees. In 1968 werd het internaat opgeheven. De internaatsvleugel kwam echter niet ter beschikking van de school, maar werd door de Augustijnen verhuurd aan diverse opleidingsinstituten.

### Einde van de invloed der Augustijnen
Het bestuur van de school werd in 1976 door de Augustijnen overgedragen aan de Stichting voor Katholiek Onderwijs Augustinianum te Eindhoven. In 1979 keerde de laatste pater die aan de school verbonden was terug naar Klooster Mariënhage en hield het Convent op te bestaan.
De stichting probeerde de internaats- en kloostervleugels ter beschikking te krijgen, maar het Ministerie van Onderwijs gaf daarvoor geen toestemming: men moest het stellen met noodlokalen.
Door de inzet van rector Jos Maassen gingen plannen voor sloop van die vleugels niet door en kon de school ze, na verbouwing, in gebruik nemen. Zo werden slaapzalen omgebouwd tot leslokalen.
Wel verdwenen de kapel en tennisbanen. In 1989 werd op de plaats daarvan een woonwijk gebouwd. In 1991 werden de noodlokalen gesloopt en kwam er een kantine, Atrium genaamd.
In 1997 werd het bestuur van de school door de eerder genoemde Stichting overgedragen aan de Stichting Carmelcollege.
Bij het 100-jarig bestaan in 1998 werd een boek uitgegeven (zie Noten) met daarin onder andere een bijdrage van oud-leerling Dries van Agt.

### Nieuwbouw 2017
Met ingang van schooljaar 2017-2018 betrok de school een nieuw gebouw, dat staat op de sportvelden van de oude school aan de Van Wassenhovestraat. De oude school is gesloopt en er zijn woningen gebouwd waar het gebouw stond.

## Bekende oud-Augustianen
- Cees Nooteboom, schrijver
- Dries van Agt, jurist, hoogleraar, politicus en diplomaat
- Paul Haarhuis, tennisser
- Teun Struycken, politicus
- Hans Gruijters, politicus
- Art Rooijakkers, acteur en presentator
- Sylvia Hoeks, actrice
- Carien Kleibeuker, schaatsster
- Ton van de Ven, ontwerper
- Suzanne Bosman, presentatrice
- Mariëlle Paul, politica
- Marguerite Soeteman-Reijnen, zakenvrouw
- Jack Mikkers, politicus
- Jan Keunen, oogarts, hoogleraar, politicus
- Mattijs Manders, CEO, oud directeur Eredivisie